# Вашаш, Михай
Михай Вашаш (венг. Vasas Mihály; род. 14 сентября 1933, Бекешчаба, Бекеш) — венгерский футболист, игравший на позиции нападающего, в частности, за клубы «Шалготарьян» и МТК (Будапешт), а также национальную сборную Венгрии. После завершения игровой карьеры — тренер.
Обладатель Кубка Митропы.

## Клубная карьера
Во взрослом футболе дебютировал в 1953 году выступлениями за команду «Шалготарьян», в которой провёл восемь сезонов, приняв участие в 197 матчах чемпионата. Большинство времени, проведённого в составе клуба, был основным игроком атакующего звена команды.
Своей игрой привлёк внимание тренерского штаба клуба МТК (Будапешт), к составу которого присоединился в 1961 году. Отыграл за клуб из Будапешта следующие четыре сезона своей игровой карьеры. За это время завоевал титул обладателя Кубка Митропы.
Завершил игровую карьеру в команде «Эдьетертеш» за которую выступал в течение 1966—1969 годов.

## Выступления за сборную
В 1958 году дебютировал в официальных матчах в составе национальной сборной Венгрии. В течение карьеры в национальной команде провёл в её форме 2 матча, в каждом из них забил по голу. 20 апреля 1958 года против сборной Югославии и 26 октября 1958 года против сборной Румынии.
Присутствовал в заявке сборной на чемпионате мира 1958 года в Швеции, но на поле не выходил.

## Карьера тренера
Начал тренерскую карьеру вскоре после завершения карьеры игрока, в 1970 году, возглавив тренерский штаб клуба «ГАФУ Волан».
В течение тренерской карьеры также возглавлял команды «Шомберки» (Бытом), «Балатонфюзфё» и БВСК.
Последним местом тренерской работы был клуб БВСК, главным тренером команды которого Михай Вашаш был в течение 1977 года.

## Титулы и достижения
- Обладатель Кубка Митропы: 1963